# Cryphia perfusa
Cryphia perfusa är en fjärilsart som beskrevs av W. Warren 1913. Cryphia perfusa ingår i släktet Cryphia och familjen nattflyn. Inga underarter finns listade i Catalogue of Life.